# Samlingspartiet
För andra betydelser, se Samlingspartiet (olika betydelser).

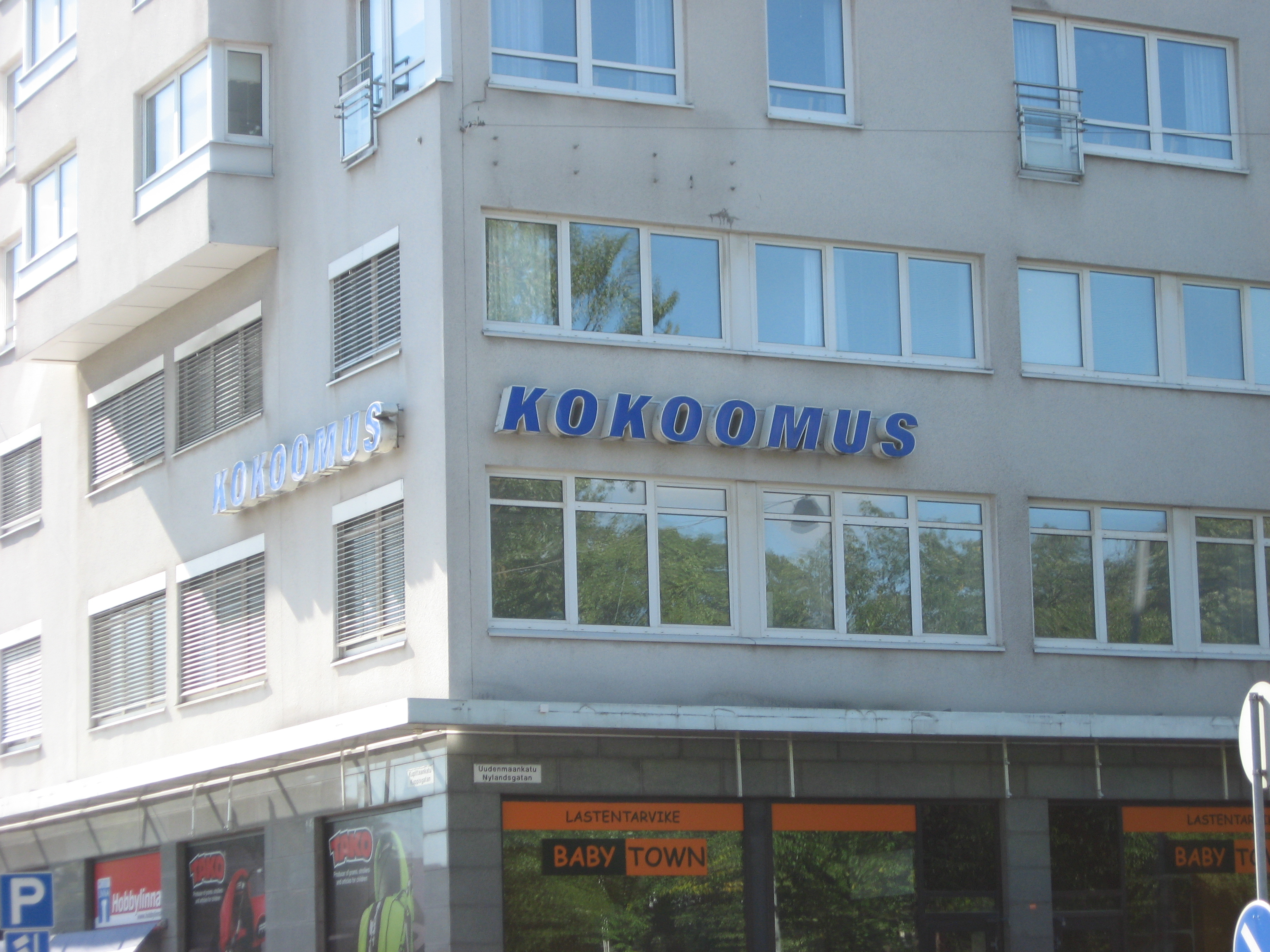
Samlingspartiets kontor i Åbo.

Nationella Samlingspartiet (Samlingspartiet, förkortas Saml; finska: Kansallinen Kokoomus, Kok) är ett liberalkonservativt politiskt parti i Finland.
Partiordförande är Petteri Orpo sedan juni 2016, då han efterträdde förre statsministern Alexander Stubb. Republikens president sedan 2012, Sauli Niinistö, var en framträdande samlingspartist fram till valet (det är i Finland kutym att presidenten avstår från partimedlemskap).
Samlingspartiets anhängare bor oftare än befolkningen i genomsnitt i södra Finland och i städerna. Partiet har enligt egen uppgift nära 40 000 medlemmar. Inom partiorganisationen verkar också Samlingspartiets ungdomsförbund, Samlingspartiets Kvinnoförbund, Samlingspartiets Studerandeförbund Tuhatkunta och Nationella Regnbågsgruppen (Kasary). Partiet utger den politiska veckotidningen Nykypäivä.
I Europaparlamentet ingår partiet i den konservativa och kristdemokratiska gruppen Europeiska folkpartiets grupp (kristdemokrater) (EPP).

## Ideologi
Samlingspartiet är ett liberalkonservativt parti. Partiet menar att företagsamhet skapar arbete och vill att beskattningen skall uppmuntra till att arbeta och att idka företagsverksamhet. Partiet är starkt EU-vänligt.

## Historia
Samlingspartiet grundades den 9 december 1918 av Gammalfinska partiets monarkistiska majoritet tillsammans med den monarkistiska minoritetsfalangen i Ungfinska partiet samt i Folkpartiet. De republikanskt sinnade elementen ur dessa tre tidigare partier grundade Nationella framstegspartiet som en motvikt. Samlingspartiet ville genom sociala reformer bygga upp medborgarnas välfärd och jämlikhet på ett sätt som även Gammalfinska partiet hade förespråkat.
Finland har tre gånger haft en president med bakgrund i Samlingspartiet: Pehr Evind Svinhufvud (1931–1937) och Juho Kusti Paasikivi (1946–1956) och Sauli Niinistö (från 2012). Statsministrar från partiet har bland andra varit Svinhufvud, Edwin Linkomies, Paasikivi och Harri Holkeri.
Verksamheten inom den extremt högerradikala Lapporörelsen på 1930-talet tillspetsades i samband med Mäntsäläupproret som avslutades efter president Svinhufvuds radiotal och Samlingspartiets ordförande Paasikivi drog en klar gräns mot extremhögern. 
Samlingspartiet förnyades ideologiskt från och med början av 1950-talet. Partiet omfattade idén om social marknadsekonomi, småägande och privatföretagsamhet som grundade sig på ”folkkapitalism” samt betonade den enskilda människans betydelse och pluralism.
Partiet var länge isolerat i finländsk politik och fick nästan aldrig ingå i någon koalitionsregering. Orsaken till detta var hänsyn till Sovjetunionens kommunistiska regim. 1987 bröts dock isoleringen och Harri Holkeri blev statsminister. Det har sedan ofta ingått i regeringar men utan att inneha regeringschefsposten. Riksdagsvalet 2003 blev ett bakslag och partiet valde att gå i opposition.
Partiet blev den största vinnaren i 2007 års riksdagsval och fick 50 mandat (ökning med tio mandat) i riksdagen. I 2011 års val blev Samlingspartiet riksdagens största parti, även om man minskade från 50 till 44 mandat, och partiledaren Jyrki Katainen blev statsminister, 2014 efterträdd av Alexander Stubb, som var statsminister till 2015 och därefter finansminister.
I presidentvalet 2012 ställde partiet upp Sauli Niinistö (född 1948), vilken vann valet och tillträdde presidentämbetet den 1 mars. I presidentvalet 2006 hade han också ställt upp som Samlingspartiets kandidat men förlorade då knappt i den andra omgången mot den sittande presidenten Tarja Halonen (socialdemokrat). Niinistö ställde upp för omval i presidentvalet 2018 men då formellt som fristående kandidat, men med stöd av Samlingspartiet, som inte ställde upp någon egen kandidat. Niinistö vann valet i den första valomgången.
Dokument och andra handlingar från partiet arkiveras hos Borgerliga Arbetets Arkiv.

### Partiordförande sedan 1918
- Hugo Suolahti (1918–1920)
- E.N. Setälä (1920–1921)
- Antti Tulenheimo (1921–1925)
- Hugo Suolahti (1925–1926)
- Kyösti Haataja (1926–1932)
- Paavo Virkkunen (1932–1934)
- Juho Kusti Paasikivi (1934–1936)
- Pekka Pennanen (1936–1943)
- Edwin Linkomies (1943–1945)
- K.F. Lehtonen (1945–1946)
- Arvo Salminen (1946–1955)
- Jussi Saukkonen (1955–1965)
- Juha Rihtniemi (1965–1971)
- Harri Holkeri (1971–1979)
- Ilkka Suominen (1979–1991)
- Pertti Salolainen (1991–1994)
- Sauli Niinistö (1994–2001)
- Ville Itälä (2001–2004)
- Jyrki Katainen (2004–2014)
- Alexander Stubb (2014–2016)
- Petteri Orpo (från 2016)

## Valresultat
| Val  | Andel av röster (%) | Ref   |
| ---- | ------------------- | ----- |
| 1983 | 22,1 procent        | [ 3 ] |
| 1987 | 23,1 procent        | [ 3 ] |
| 1991 | 19,3 procent        | [ 3 ] |
| 1995 | 17,9 procent        | [ 3 ] |
| 1999 | 21,0 procent        | [ 3 ] |
| 2003 | 18,6 procent        | [ 3 ] |
| 2007 | 22,3 procent        | [ 3 ] |
| 2011 | 20,4 procent        | [ 3 ] |
| 2015 | 18,2 procent        | [ 3 ] |
| 2019 | 17,0 procent        | [ 3 ] |
| 2023 | 20,8 procent        |       |

| Val  | Andel av röster (%) | Antal platser  | Ref   |
| ---- | ------------------- | -------------- | ----- |
| 1976 | 20,9 procent        | 2 047 / 12 739 | [ 4 ] |
| 1980 | 22,9 procent        | 2 373 / 12 777 | [ 4 ] |
| 1984 | 23,0 procent        | 2 423 / 12 881 | [ 4 ] |
| 1988 | 22,9 procent        | 2 392 / 12 842 | [ 4 ] |
| 1992 | 19,1 procent        | 2 009 / 12 571 | [ 4 ] |
| 1996 | 21,6 procent        | 2 168 / 12 482 | [ 4 ] |
| 2000 | 20,8 procent        | 2 028 / 12 278 | [ 4 ] |
| 2004 | 21,8 procent        | 2 078 / 11 966 | [ 4 ] |
| 2008 | 23,4 procent        | 2 020 / 10 412 | [ 4 ] |
| 2012 | 21,9 procent        | 1 735 / 9 674  | [ 4 ] |
| 2017 | 20,7 procent        | 1 490 / 8 999  | [ 4 ] |
| 2021 | 21,4 procent        | 1 552 / 8 859  | [ 5 ] |

| Val  | Andel av röster (%) | Ref   |
| ---- | ------------------- | ----- |
| 1996 | 20,2 procent        | [ 6 ] |
| 1999 | 25,3 procent        | [ 6 ] |
| 2004 | 23,7 procent        | [ 6 ] |
| 2009 | 23,2 procent        | [ 6 ] |
| 2014 | 22,6 procent        | [ 6 ] |
| 2019 | 20,8 procent        | [ 6 ] |
| 2024 | 24,8 procent        |       |

### Presidentval
| Direkt val (1991–) | Direkt val (1991–) | Direkt val (1991–) | Direkt val (1991–) | Direkt val (1991–) | Direkt val (1991–) | Direkt val (1991–) | Direkt val (1991–) | Direkt val (1991–) |
| År                 | Kandidat           | Omgång 1           | Omgång 1           | Omgång 1           | Omgång 2           | Omgång 2           | Omgång 2           | Vald               |
| År                 | Kandidat           | Röster             | %                  | #                  | Röster             | %                  | #                  | Vald               |
| ------------------ | ------------------ | ------------------ | ------------------ | ------------------ | ------------------ | ------------------ | ------------------ | ------------------ |
| 1994               | Raimo Ilaskivi     | 485 035            | 15,2               | 4:e                |                    |                    |                    | Nej                |
| 2000               | Riitta Uosukainen  | 391 852            | 12,8               | 3:e                | Nej                |                    |                    |                    |
| 2006               | Sauli Niinistö     | 725 213            | 24,1               | 2:a                | 1 518 333          | 48,2               | 2:a                | Nej                |
| 2012               | Sauli Niinistö     | 1 131 254          | 37,0               | 1:a                | 1 802 285          | 62,6               | 1:a                | Ja                 |
| 2018               | Sauli Niinistö     | 1 874 331          | 62,7               | 1:a                |                    |                    |                    | Ja                 |
| 2024               | Alexander Stubb    | 882 113            | 27,2               | 1:a                | 1 575 211          | 51,6               | 1:a                | Ja                 |